# Остальцев, Ананий Владимирович
Ананий Владимирович Остальцев (1897, Благовещенск, Российская империя — 11 декабря 1945, Ленинград, СССР) — советский полярник, исследователь Арктики, начальник полярной станции Югорский Шар (1933—1934), позднее один из руководителей ГУСМП 182, 187.

## Биография
Родился в Благовещенске в 1897 году.
В ранние годы стал юнгой в торговом флоте Дальнего Востока. До 1913 года ходил на судах торгового флота в ранге матроса 1-го класса.
В октябре 1917 года вступил в Красную гвардию, а затем и в РККА. Участвовал в боях с белогвардейскими отрядами атамана Калмыкова. В одном из боёв под городом Никольск-Уссурийский был захвачен в плен чехословаками. В плену попал под расстрел, но, получив тяжелое ранение, выжил и сумел бежать. Вскоре он снова попал в плен к чехословакам, но на этот раз был заключен в концентрационный лагерь во Владивостоке. В начале 1919 года сбежал и присоединился к партизанскому отряду в Спасско-Иманском районе.
В 1920 году получил должность в органах Госполитохраны ДВР, а чуть позже и в органах ВЧК-ОГПУ в Одессе и Херсоне. В 1928—1929 годах он жил и работал в Крыму. С 1931 года жил и работал в Москве. За это время он принял участие в экспедиции на Колыму.
В 1933 году начал работу в системе Главсевморпути. Был начальником полярной станции Югорский Шар.
С 1934 года замещал начальника полярного управления Главсевморпути. В 1935 году принял участие в высокоширотной экспедиции на ледоколе «Садко». После возвращения получил должность начальника отдела кадров Главсевморпути. С конца 1937 года был исполняющим обязанности начальника Управления морского и речного транспорта Главсевморпути.
В 1938 году руководил экспедицией по спасению папанинцев на ледоколе «Таймыр».